# カワアイ
カワアイ（川合）、学名 Pirenella pupiformis は、キバウミニナ科に分類される海産の巻貝の一種。南日本を含む東アジアの暖海域沿岸の泥質干潟に生息する塔形の巻貝である。昔からよく知られた種類であるが、長年にわたり別種と混同されてきたため、2016年に改めて新種として学名が付けられた。和名は末尾に「貝」をつけ、カワアイガイと呼ばれることもある。

## 分布
日本（松島湾・山口県北部以南）、朝鮮半島、台湾、中国（全域）、ベトナム北部まで。

## 特徴
成貝の貝殻は殻高50mm・殻径12mmほどの細長い塔形である。螺層は13階に達し、全体的にわずかに膨らむ。各層は縦肋（巻きの垂直方向に走る溝）と3本の螺肋（巻きに沿って走る溝）がそれぞれ垂直に交わり、規則正しいタイル状の彫刻となる。成貝の殻口は外反するが、ヘナタリほど大きく反ることはない。殻の色は一様に紫色を帯びた黒褐色で、不明瞭な茶色の色帯が入ることがある以外はほぼ目立つ模様はない。ただし貝殻表面の彫刻が磨耗し、灰色や黄白色を呈したものもいる。
日本産の干潟の類似種の中では、大型で細長いこと・巻きが多いこと・ほぼ一様な紫褐色であること・タイル状の模様が規則正しいことなどで区別できる。ただし若い個体ではヘナタリとの区別が難しい場合がある。

### 生態
河口など汽水域の干潟に生息し、干潟を好む生物群落の構成種となる。本種は淡水の影響がやや強く、踏み込むと足がぬかるむほどの砂泥質か泥質の区域を好む。本種と同所的にヤマトオサガニ・ヒメヤマトオサガニ・チゴガニ、高所にヘナタリ・ウミニナ・アシハラガニなどが観察される。ウミニナ類の中でもヘナタリとは環境に対する嗜好性が似通っている。ヘナタリがいない、もしくは少ない干潟には本種もいないことが多い。
干潮時に干潟を這いデトリタスを摂食する。摂餌後は砂泥上でじっとしているが、満潮時には砂泥の中に潜る。産卵期は夏で、泥地に長い紐状卵嚢を産みつける。子供は幼生で孵化し、しばらく海中でプランクトン生活を送る。

## 分類
カワアイは、20世紀後半から21世紀初頭にかけてはもっぱら Cerithidea djadjariensis (K. Martin, 1899)の学名で知られてきたが、この学名はジャワ島西部マジャレンカ県の鮮新世の化石をタイプ標本とするもので、2016年の論文で現生の Pirenella alata (Philippi, 1849) （中国南部以南、インドネシア、ベンガル湾まで分布）の異名とされるとともに、カワアイとは別種であることが示された。これにともないカワアイは学名のない未記載種ということで、同じ論文内で Pirenella pupiformis の名で、「Kushida River estuary, Matsunase, Matsusaka, Mie Pref., Japan」（三重県松阪市松名瀬櫛田川河口）をタイプ産地として新種記載された。

## レッドリスト掲載状況
- 絶滅危惧II類 (VU)（環境省レッドリスト）

- 絶滅危惧I類 - 千葉県・愛知県・兵庫県・高知県・佐賀県
- 絶滅危惧II類 - 徳島県・愛媛県
- 準絶滅危惧 - 三重県・熊本県・鹿児島県・沖縄県
- その他 - 宮崎県（その他保護上重要な種）

河口域の泥質干潟に生息するが、人間の活動による埋立・干拓・浚渫・環境汚染などで生息地が減少している。日本での分布域はヘナタリやフトヘナタリと同じくらいだが、生息地はこれら2種よりも少ない。環境の変化に比較的弱いとみられ、生体がおらず死殻だけが見つかる干潟もある。